# Križpolje
Križpolje är en ort i Kroatien.   Den ligger i länet Lika, i den centrala delen av landet, 110 km sydväst om huvudstaden Zagreb. Križpolje ligger 540 meter över havet och antalet invånare är 655.
Terrängen runt Križpolje är huvudsakligen kuperad, men den allra närmaste omgivningen är platt. Runt Križpolje är det mycket glesbefolkat, med 3 invånare per kvadratkilometer. Närmaste större samhälle är Otočac, 17,8 km söder om Križpolje. I omgivningarna runt Križpolje växer i huvudsak lövfällande lövskog.